# Total Bellas
Total Bellas — американское реалити-шоу, премьера которого состоялась 5 октября 2016 года на телеканале E!. Шоу является спин-оффом другого шоу о «дивах» WWE Total Divas, которое рассказывает зрителям о жизни сестер-близнецов Бри и Никки Белла, а также их ближайших родственников и их партнеров, Даниеле Брайане и Джоне Сине, соответственно.

## Производство
20 апреля 2016 года на сайте телеканала E! было объявлено, что Бри и Никки Белла получат своё шоу — Total Bellas, которое посвящено жизни близнецов и их семьи. Съёмки первого сезона проходили в Тампе, штат Флорида, когда Бри Белла и Дэниел Брайан переехали к Никки Белле и Джону Сине, чтобы помочь Никки после операции на шее. Бри и их брат Джей-Джей с женой Лорен играли постоянную роль вместе с их матерью Кэти Колас и её мужем Джоном Лауринайтисом.
16 ноября 2016 года было объявлено, что телеканал E! продлил шоу на второй сезон. Сезон был снят в Финиксе, штат Аризона, и посвящен тому, как Никки Белла и Джон Сина переезжают к Бри Белле и Дэниелу Брайану, чтобы помочь Бри во время её беременности и родов. В дополнение к родившемуся ребёнку Бри второй сезон освещает работу Брайана на его новой работе в WWE в роли генерального менеджера WWE SmackDown Live,.
30 января 2018 года было объявлено, что премьера третьего сезона состоится весной 2018 года. 5 апреля 2018 года была объявлена дата премьеры третьего сезона: выход в эфир запланирован на 20 мая 2018 года.
7 августа 2018 года телеканал E! и WWE объявили, что Total Bellas был продлен на четвёртый сезон. 28 ноября 2018 года было объявлено, что премьера четвёртого сезона состоится 13 января 2019 года.

## В ролях

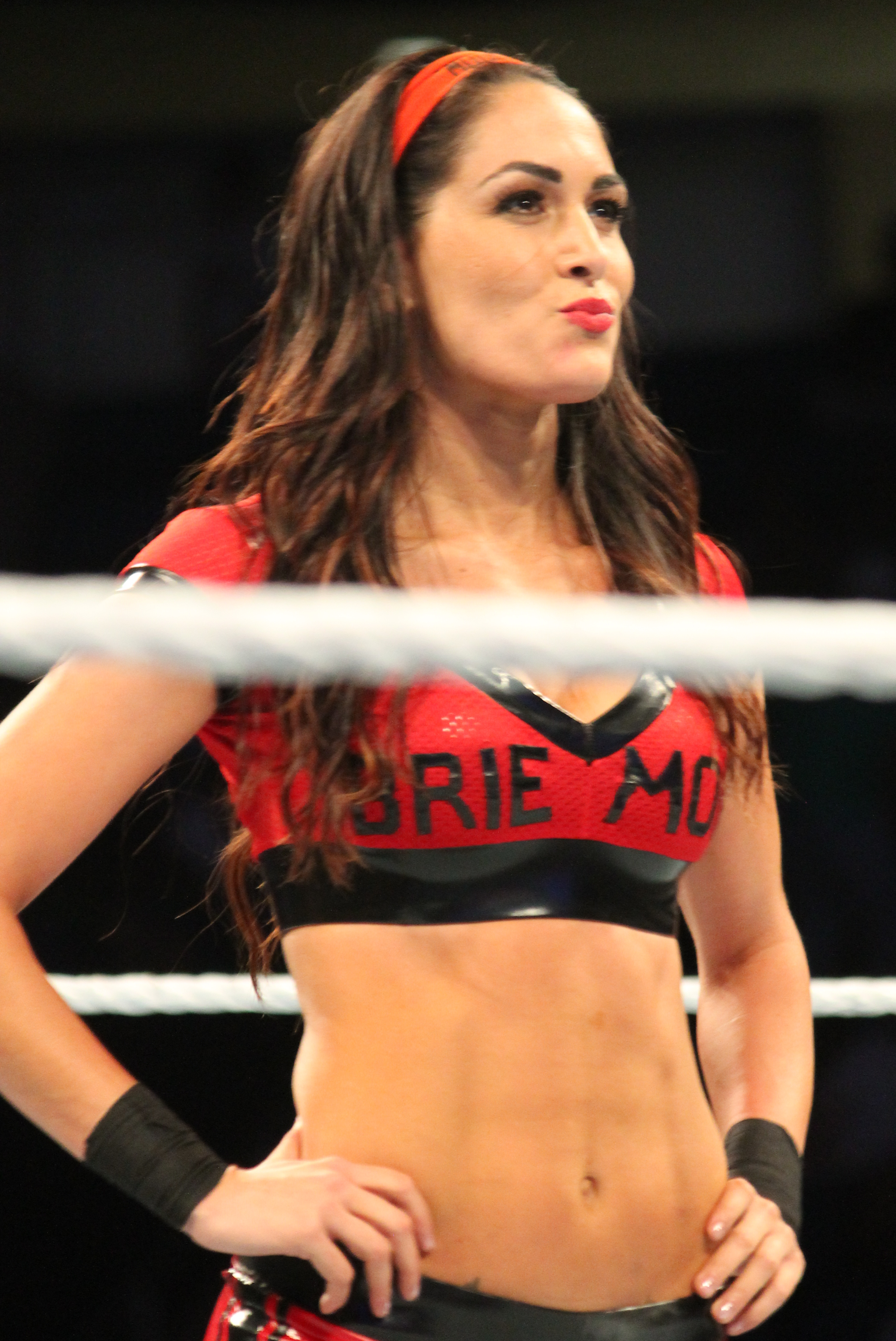
Center|Бри Белла

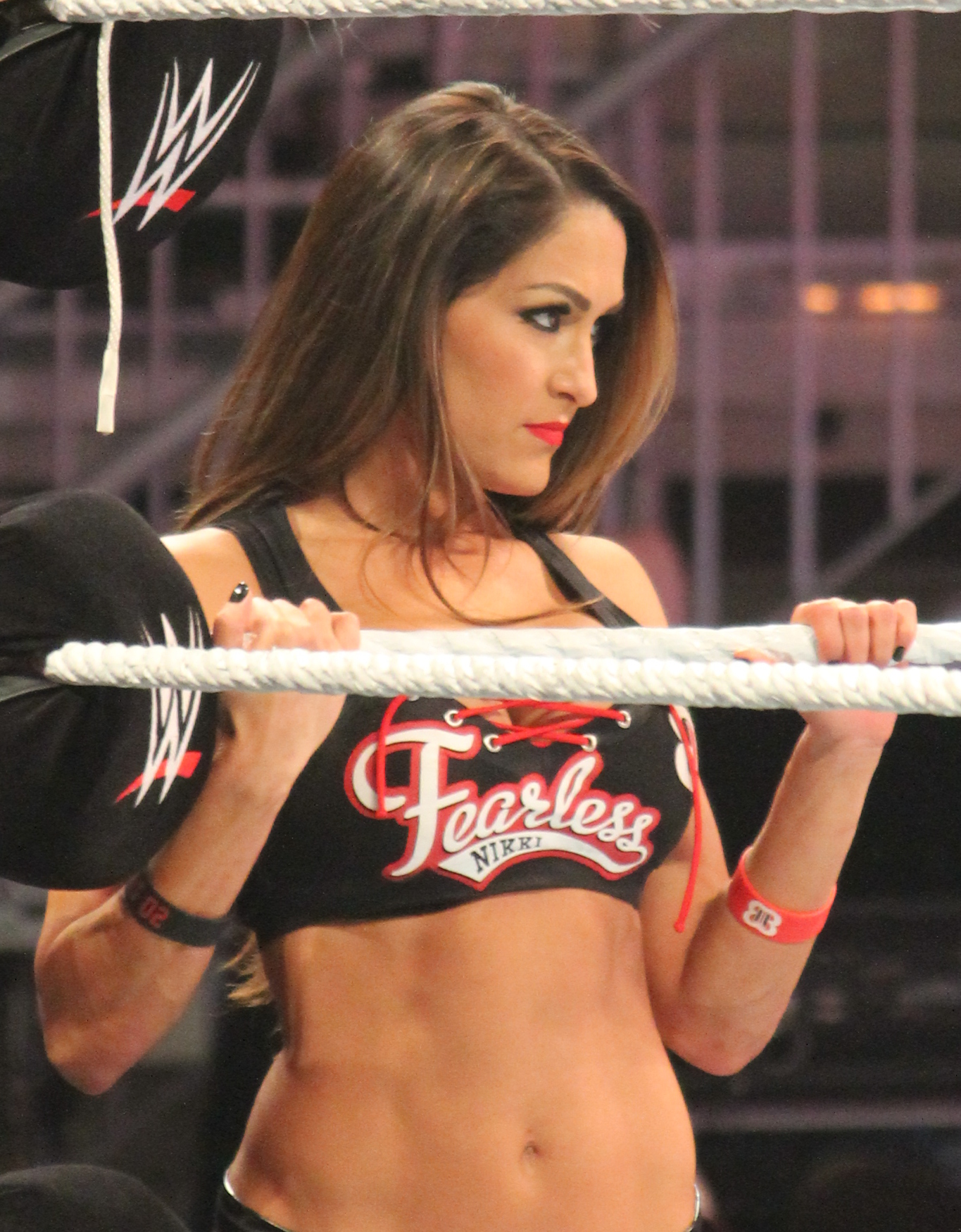
Center|Никки Белла

[[Файл:Brie Bella Sep 2014.jpg|thumb|right|200px|alt=|

[[Файл:NIkki Bella 2014.jpg|thumb|right|200px|alt=|

### Главные роли
| Актёры        | Эпизоды | Сезоны    | Сезоны    | Сезоны    | Сезоны    |
| Актёры        | Эпизоды | 1         | 2         | 3         | 4         |
| ------------- | ------- | --------- | --------- | --------- | --------- |
| Бри Белла     | 28      | Постоянно | Постоянно | Постоянно | Постоянно |
| Никки Белла   | 28      | Постоянно | Постоянно | Постоянно | Постоянно |
| Дэниел Брайан | 28      | Постоянно | Постоянно | Постоянно | Постоянно |
| Джон Сина     | 24      | Постоянно | Постоянно | Постоянно | [ 18 ]    |

### Второстепенные герои
| Актёр               | Роль                         |
| ------------------- | ---------------------------- |
| Кэти Колас          | (мать Бри и Никки)           |
| Джей Джей Гарсиа    | (брат Бри и Никки)           |
| Джон Лауринайтис    | (отчим Бри и Никки)          |
| Лорен «Лола» Гарсия | (невестка Бри и Никки)       |
| Майя Лауринайтис    | (сводная сестра Бри и Никки) |

### Гости
| Актёры        | Ссылки на профиль в WWE | Сезоны | Сезоны | Сезоны | Сезоны |
| Актёры        | Ссылки на профиль в WWE | 1      | 2      | 3      | 4      |
| ------------- | ----------------------- | ------ | ------ | ------ | ------ |
| Лана          | [ 21 ]                  | Гость  | Гость  | Гость  |        |
| Сами Зейн     | [ 22 ]                  | Гость  |        |        |        |
| Сандра Грей   |                         | Гость  |        |        |        |
| Алисия Фокс   | [ 23 ]                  |        | Гость  |        |        |
| Бекки Линч    | [ 24 ]                  |        | Гость  |        |        |
| Джимми Усо    | [ 25 ]                  |        | Гость  |        |        |
| Мария Менунос |                         |        | Гость  |        |        |
| Марк Каррано  |                         |        | Гость  |        |        |
| Наталья       | [ 26 ]                  |        | Гость  | Гость  | Гость  |
| Рене Янг      | [ 27 ]                  |        | Гость  | Гость  |        |
| Марис         | [ 28 ]                  |        |        | Гость  |        |
| Миз           | [ 29 ]                  |        |        | Гость  |        |
| Тайтус О’Нил  | [ 30 ]                  |        |        | Гость  |        |
| Ксавье Вудс   | [ 31 ]                  |        |        | Гость  |        |
| Ная Джакс     | [ 32 ]                  |        |        | Гость  | Гость  |
| Пэйдж         | [ 33 ]                  |        |        | Гость  | Гость  |
| Алекса Блисс  | [ 34 ]                  |        |        |        | Гость  |
| Бейли         | [ 35 ]                  |        |        |        | Гость  |
| Кармелла      | [ 36 ]                  |        |        |        | Гость  |
| Дана Брук     | [ 37 ]                  |        |        |        | Гость  |
| Мэтт Харди    | [ 38 ]                  |        |        |        | Гость  |
| Наоми         | [ 39 ]                  |        |        |        | Гость  |
| Ронда Раузи   | [ 40 ]                  |        |        |        | Гость  |

## Обзор серий
| Сезон | Эпизоды | Трансляция      | Трансляция      |
| Сезон | Эпизоды | Первый эфир     | Последний эфир  |
| ----- | ------- | --------------- | --------------- |
| 1     | 6       | 5 октября 2016  | 9 ноября 2016   |
| 2     | 8       | 6 сентября 2017 | 25 октября 2017 |
| 3     | 10      | 20 июня 2018    | 29 июля 2018    |
| 4     | TBD     | 20 июня 2018    | TBD             |

## Эпизоды

### Первый сезон (2016)
| Общая нумерация серий шоу | Количество серий в сезоне | Название выпуска            | Дата эфира      | Производственный код | Количество зрителей (миллионы) в день выхода выпуска | Краткое содержание эпизода |
| ------------------------- | ------------------------- | --------------------------- | --------------- | -------------------- | ---------------------------------------------------- | --- |
| 1                         | 1                         | «Правила в доме Сины»       | 5 октября 2016  | 101                  | 0,63                                                 | Бри и Брайан переезжают к Джону Сине, чтобы помочь Николь, которая только что перенесла операцию. Правила в доме Джона делают жизнь трудной для всех.                                                                                         |
| 2                         | 2                         | «Быстрое исправление»       | 12 октября 2016 | 102                  | 0,75                                                 | У Бри с Брайаном возникают проблемы в отношениях из-за сексуального воздержания. Николь пытается им помочь. Тем временем Джон Лауринайтис упоминает о своём запланированном брачном контракте с Кэти, что приводит к некоторой напряженности. |
| 3                         | 3                         | «Кто здесь главный?»        | 19 октября 2016 | 103                  | 0,62                                                 | Николь пытается помочь Брайану спланировать свою жизнь после ухода с ринга. Между тем, Джей Джей не чувствует себя адекватно оцененным своей матерью и планирует бросить семейный бизнес.                                                     |
| 4                         | 4                         | «Переломный момент Брайана» | 26 октября 2016 | 104                  | 0,63                                                 | Брайан и Николь спорят о разных видениях будущего. Кроме того, Бри, Николь, Джей Джей, Кэти и Лорен идут на девичник в Нейплс, штат Флорида.                                                                                                  |
| 5                         | 5                         | «Семейные тайны Беллы»      | 2 ноября 2016   | 105                  | 0,53                                                 | Николь спрашивает, должна ли Бри обсуждать с Брайаном свою карьеру. Кроме того, всплывают некоторые неприятные вещи. |
| 6                         | 6                         | «Свадебная Мания»           | 9 ноября 2016   | 106                  | 0,66                                                 | Эмоции кипят на свадьбе Кэти и Джонни. Тем временем Бри готовится к завершению карьеры после Wrestlemania. Брайан на грани и может наделать необдуманных поступков.                                                                           |

### Второй сезон (2017)
| Общая нумерация серий шоу | Количество серий в сезоне | Название выпуска           | Дата эфира       | Производственный код | Количество зрителей (миллионы) в день выхода выпуска | Краткое содержание эпизода |
| ------------------------- | ------------------------- | -------------------------- | ---------------- | -------------------- | ---------------------------------------------------- | --- |
| 7                         | 1                         | «Дилемма пустыни»          | 6 сентября 2017  | 201                  | 0,68                                                 | Решение, которое затрагивает всю семью, находится в руках Николь и Джона. Джей Джей и Лорен отдыхают. Бри делает фотографии в обнажённом виде, что заставляет Брайана чувствать себя некомфортно.                                            |
| 8                         | 2                         | «Семейный беспредел»       | 13 сентября 2017 | 202                  | 0,55                                                 | Николь обеспокоена тем, что Джей Джей поведал Джону, что у него проблемы в браке, Кэти подозревает, что Николь ей не доверяет, а Бри пытается объяснить Брайану, каково это — рожать.                                                        |
| 9                         | 3                         | «Кто твоя мама?»           | 20 сентября 2017 | 203                  | 0,57                                                 | Лорен и Джей Джей пытаются решить свои проблемы в браке. Брайан и Бри ссорятся из-за свадебного стола, поэтому Брайан не пошёл на беби-шауэр. Николь пытается скрасить одиночество, заботясь о своей собаке Уинстоне.                        |
| 10                        | 4                         | «Борьба за власть»         | 27 сентября 2017 | 204                  | 0,56                                                 | Николь и Джон впервые получили общую сюжетную линию в WWE и работают над ней. Сексуальная жизнь Кэти удивляет её детей. Кроме того, существует судебный спор приводит к новым решениям.                                                      |
| 11                        | 5                         | «Всё о вине»               | 4 октября 2017   | 205                  | 0,53                                                 | Выпуск новое вина Беллы заставляет Брайана запретить Бри употреблять его, так как она беременна. Джей Джей нанёс травму Николь, что привело к нервному срыву у Кэти.                                                                         |
| 12                        | 6                         | «Неправильный ход»         | 11 октября 2017  | 206                  | 0,55                                                 | Результат ДНК-теста Брайана потрясает семью. Джей Джей пытается привлечь больше подписчиков в социальных сетях. Матч на WrestleMania команды Николь с Синой стоит на кону, но может не состоятся, потому что Николь боится усугубить травмы. |
| 13                        | 7                         | «Обратный отсчет до мании» | 18 октября 2017  | 207                  | 0,56                                                 | Николь готовится к своему матчу на WrestleMania. Джей Дже] пытается доказать свои брачные клятвы с Лорен. Бри и Брайан готовятся к рождению дочери.                                                                                          |
| 14                        | 8                         | «Белла-Mania»              | 26 октября 2017  | 208                  | 0,67                                                 | Николь понимает, что поединок Wrestlemania может стать последним в её карьере. Николь получает большой сюрприз от Джона. Бри родила дочь, роды прошли без осложнений.                                                                        |

### Третий сезон (2018)
| Общая нумерация серий шоу | Количество серий в сезоне | Название выпуска                       | Дата эфира   | Производственный код | Количество зрителей (миллионы) в день выхода выпуска | Краткое содержание эпизода |
| ------------------------- | ------------------------- | -------------------------------------- | ------------ | -------------------- | ---------------------------------------------------- | --- |
| 15                        | 1                         | «А где Сина»                           | 20 мая 2018  | 301                  | 0,51                                                 | Бри пытается разобраться в своей жизни, разрываясь между матерью и бизнесом. Николь и Джон находятся в своем новом доме в Сан-Диего, а Брайан проводит много время со своей дочерью «Берди»                         |
| 16                        | 2                         | «Чего ожидать, когда ты не ожидаешь»   | 27 мая 2018  | 302                  | 0,50                                                 | Николь и Джон продолжают планировать свою свадьбу. Бри с нетерпением готовится к своему возвращению на ринг, в то время как Джей Джей и Лорен рассказывают значимые новости, которые переполняют эмоциями Николь.   |
| 17                        | 3                         | «То, что идёт вверх, должно идти вниз» | 3 июня 2018  | 303                  | 0,65                                                 | После отмены свадьбы Николь понимает, что сделала не тот выбор. Бри и Даниел, наконец, находят дом в Сан-Диего, и Близняшки Белла воссоединяются на эпизоде в честь 25-летия шоу WWE Raw.                           |
| 18                        | 4                         | «Возвращение Белл»                     | 10 июня 2018 | 304                  | 0,73                                                 | Бри и Николь сосредоточены на своем возвращении в WWE для участия в первой в истории женской королевской битве. Кэти попробовала себя в роли ведущей прогноза погоды на один день.                                  |
| 19                        | 5                         | «Помириться или расстаться?»           | 17 июня 2016 | 305                  | 0,72                                                 | Николь испытала чувство материнства проведя весь день со своей племянницей «Берди». Бри и Брайан переезжают в Сан-Диего, а Джон преследует цель спасти свои отношения с Николь.                                     |
| 20                        | 6                         | «Еще одна попытка стать миссис Сина»   | 24 июня 2016 | 306                  | 0,66                                                 | Помирившись и заново заговорив о свадьбе, Ники не понимает, кто поведет её к алтарю, в то время как Бри и Брайан отчаянно пытаются провести некоторое время вдвоём.                                                 |
| 21                        | 7                         | «Сохранить дату»                       | 8 июля 2018  | 307                  | 0,72                                                 | Брайан и Кэти пытаются справиться со своими проблемами вместе, и Николь пытается спланировать свадьбу в срок. |
| 22                        | 8                         | «Девичник Беллы»                       | 15 июля 2018 | 308                  | 0,59                                                 | Николь устраивает девичник в Париже. Джей Джей преодолевает свои страхи, в то время как Бри и Лорен планируют бал-маскарад.                                                                                         |
| 23                        | 9                         | «Девичник в Париже — продолжение»      | 22 июля 2018 | 309                  | 0,61                                                 | Маскарад Бри и Лорен нарушил ряд правил которые Николь обозначила для своего девичника. Джей Джей и Кэти наслаждаются Парижем, а Брайан делится своими жизненно важными новостями о своей карьере в реслинге в WWE. |
| 24                        | 10                        | «Следуй своему сердцу»                 | 29 июля 2018 | 310                  | 0,62                                                 | Брайан возвращается на ринг на WrestleMania 34. Бри поддерживает своего мужа и сестру, а Николь принимает решение относительно её отношений с Джоном.                                                               |

### Четвёртый сезон (2019)
| Общая нумерация серий шоу | Количество серий в сезоне | Название выпуска         | Дата эфира      | Производственный код | Количество зрителей (миллионы) в день выхода выпуска | Краткое содержание эпизода |
| ------------------------- | ------------------------- | ------------------------ | --------------- | -------------------- | ---------------------------------------------------- | -------------------------- |
| 25                        | 1                         | «Беллы снова в деле»     | 13 января 2019  | 401                  | 0,51                                                 | —                          |
| 26                        | 2                         | «Беллы и городе»         | 20 января 2018  | 402                  | 0,46                                                 | —                          |
| 27                        | 3                         | «Нарушитель спокойствия» | 27 января 2019  | 403                  | 0,45                                                 | —                          |
| 28                        | 4                         | «Это моя жизнь»          | 10 февраля 2019 | 404                  | TBD                                                  | —                          |

## Награды и номинации
| Церемония | Награда            | Категория             | Номинант        | Результат | Ссылка |
| --------- | ------------------ | --------------------- | --------------- | --------- | ------ |
| 2016 год  | Teen Choice Awards | Спортсмен года        | Близняшки Белла | Победа    | [ 68 ] |
| 2017 год  | Teen Choice Awards | Спортсмен года        | Близняшки Белла | Номинация | [ 69 ] |
| 2017 год  | Teen Choice Awards | Лучшее Реалити-шоу    | Total Bellas    | Номинация | [ 70 ] |
| 2018 год  | Teen Choice Awards | Лучшее летнее телешоу | Total Bellas    | Номинация |        |

## Трансляция
Шоу транслируется в Великобритании, Канаде, Новой Зеландии и Франции на местном телеканала E!. Просмотр доступен также на телеканале Hulu и Службе потокового видео WWE Network.